# Rosinville (Carolina del Sur)
Rosinville es un área no incorporada ubicada en el condado de Dorchester en el estado estadounidense de Carolina del Sur.

## Geografía
Rosinville se encuentra ubicada en las coordenadas 33°15′17″N 80°31′40″O / 33.25472, -80.52778.